# Biserica „Adormirea Maicii Domnului” din Belin
Biserica „Adormirea Maicii Domnului” din Belin este un monument istoric aflat pe teritoriul satului Belin; comuna Belin.
Biserică românească de zid construită în 1776  pe locul unei vechi biserici de lemn. Realizată de către meșteri locali, într-o singură etapă, construcția se distinge prin proporții armonioase. Forme arhitecturale rezultate din combinarea elementelor românești cu cele de factură renascentistă, specifice bisericilor din zonă.Turnul, foarte  grav afectat, a fost consolidat (sec. XIX) cu un sistem de juguri și stâlpi de stejar.